# Nhandu

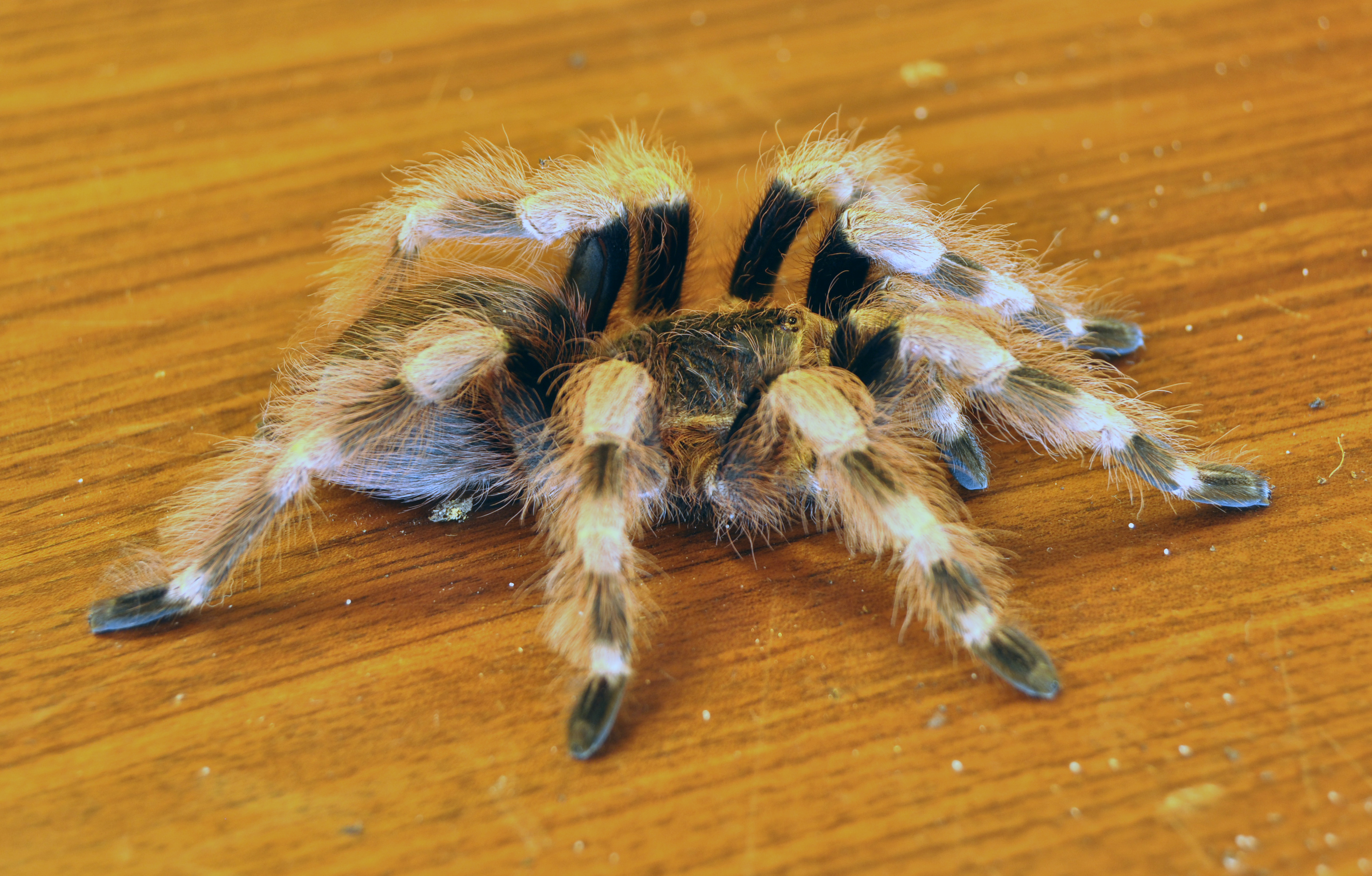
Nhandu coloratovillosus

Nhandu ist eine Gattung der Vogelspinnen, die 1983 von der brasilianischen Arachnologin Sylvia Lucas des Instituts Butantan aufgestellt wurde. Die Gattung enthält fünf Arten und gehört zu der Unterfamilie der Theraphosinae. Die Tiere sind vor allem in Brasilien beheimatet. Eine Art (Nhandu carapoensis) kommt auch in Paraguay vor. Einige dieser Arten werden manchmal in Terrarien gehalten.

## Merkmale
Die Spinnen haben eine besonders geformte Spermathek. Sie besitzen keine Stridulationsorgane und haben Erweiterungen der Scopula auf den Metatarsen, die bis zur Basis der Metatarsen des ersten und zweiten Laufbeinpaares reichen. Beim dritten Laufbeinpaar kommen sie auf vier Fünftel der Länge des Metatarsus und beim hintersten Laufbeinpaar noch auf einen Drittel. Die Männchen haben bei den Bulben nur einen kleinen Embolus.

## Verbreitung
Die Tiere dieser Gattung kommen in den brasilianischen Teilstaaten Mato Grosso und Tocantins sowie im angrenzenden Staat Paraguay vor. Durch ein Stauseeprojekt wurde das Hauptverbreitungsgebiet von Nhandu tripepii überflutet. Die Tiere sind dadurch selten geworden. Einzelne Exemplare konnten durch die Mitarbeiter des Instituts Butantan auf Treibgut per Boot gerettet werden.

## Verhalten
Die Arten gehören zu den Vogelspinnen, die auf dem Boden leben. Außerdem werden sie zu den sogenannten „Bombardierspinnen“ gezählt, da sie ihre Brennhaare auf dem Opisthosoma bei Gefahr mit ihren Hinterbeinen abstreifen und dem vermeintlichen Angreifer entgegenschleudern können. Über die genaue Lebensweise der Tiere in der Natur ist noch nicht viel geforscht worden.
Die in Terrarien gehaltenen Tieren zeigen eine hohe Grabtätigkeit. Sie spinnen auch viel und kleiden ihre Wohnröhre mit Seide aus. Wenn sie gestört werden, setzen sie sich häufig mit ihren Brennhaaren zur Wehr.

## Systematik
Sylvia Lucas beschrieb die Gattung 1983 auf der Basis der neuen Art Nhandu carapoensis (Holotyp-Spezies). Sie hat starke Ähnlichkeiten mit der von 1875 durch Anton Ausserer beschriebenen Sericopelma. Es wurde deshalb unter den Arachnologen diskutiert, ob diese neue Gattung nicht ein Synonym darstellt. Bei kladistischen Analysen von Fernando Pérez-Miles im Jahr 1996 konnte aufgezeigt werden, dass sich die beiden Gattungen unterscheiden. Dieser Interpretation sind schlussendlich die meisten Autoren gefolgt. Die 1998 von Günter Schmidt beschriebene Gattung Brazilopelma wird dagegen nun als ein Synonym von Nhandu angesehen.
Der World Spider Catalog listet für die Gattung Nhandu aktuell vier Arten. (Stand: Juli 2024)
- Nhandu carapoensis Lucas, 1983
- Nhandu cerradensis Bertani, 2001
- Nhandu coloratovillosus  (Schmidt, 1998)
- Nhandu tripepii (Dresco, 1984)

- Nhandu chromatus wurde unter dem Namen Vitalius chromatus (Schmidt, 2004) in die Gattung Vitalius gestellt.